# SN 2007jt
SN 2007jt – supernowa typu Ia odkryta 12 września 2007 roku w galaktyce A022832-0102. W momencie odkrycia miała maksymalną jasność 20,40m.